# Fannia horii
Fannia horii är en tvåvingeart som beskrevs av Hiromu Kurahashi 1971. Fannia horii ingår i släktet Fannia och familjen takdansflugor. Inga underarter finns listade i Catalogue of Life.